# Kanton Saint-Pé-de-Bigorre
Saint-Pé-de-Bigorre is een voormalig kanton van het Franse departement Hautes-Pyrénées. Het kanton maakte deel uit van het arrondissement Argelès-Gazost. Het werd opgeheven bij decreet van 25 februari 2014, met uitwerking op 22 maart 2015.

## Gemeenten
Het kanton Saint-Pé-de-Bigorre omvatte de volgende gemeenten:
- Barlest
- Loubajac
- Peyrouse
- Saint-Pé-de-Bigorre (hoofdplaats)